# Hiromasa Suguri
Hiromasa Suguri (jap. 村主 博正, Suguri Hiromasa; * 29. Juli 1976 in der Präfektur Shizuoka) ist ein japanischer Fußballtrainer und ehemaliger Fußballspieler.

## Karriere

### Spieler
Suguri erlernte das Fußballspielen in der Schulmannschaft der Iwata Higashi High School. Seinen ersten Vertrag unterschrieb er 1995 beim Honda FC. Der Verein spielte in der zweithöchsten Liga des Landes, der Japan Football League. Für den Verein absolvierte er 56 Spiele. 1998 wechselte er zum Erstligisten Consadole Sapporo. Am Ende der Saison 1998 stieg der Verein in die J2 League ab. Für den Verein absolvierte er 49 Spiele. Im Juni 2000 wechselte er zum Erstligisten Verdy Kawasaki. 2001 wechselte er zum Zweitligisten Omiya Ardija. Für den Verein absolvierte er 20 Spiele. 2003 wechselte er zum Ligakonkurrenten Sagan Tosu. Im September 2005 wurde er an den Ligakonkurrenten Avispa Fukuoka ausgeliehen. 2006 kehrte er zu Sagan Tosu zurück. Für den Verein absolvierte er 95 Spiele. Ende 2007 beendete er seine Karriere als Fußballspieler.

### Trainer
Suguri begann seine Trainerkarriere 2012 als Co-Trainer bei Zweitligisten FC Gifu. Hier stand er bis Saisonende 2013 unter Vertrag. 2014 nahm ihn der Drittligist FC Machida Zelvia als Co-Trainer unter Vertrag. Nach zwei Jahren stieg man als Vizemeister in die zweite Liga auf. Bei Machida stand er bis 2019 unter Vertrag. 2020 wechselte er zum Zweitligisten Matsumoto Yamaga FC. Am Ende der Saison 2021 musste er mit dem Klub den Weg in die Drittklassigkeit antreten. Nach dem Abstieg verließ er den Verein und schloss sich als Cheftrainer dem Drittligisten Iwaki FC an. Am Ende der Saison 2022 wurde er mit dem Verein, der seine Premierensaison im Profifußball bestritt, Meister der Liga und stieg in die J2 League auf.

## Erfolge

### Trainer
Iwaki FC
- Japanischer Drittligameister: 2022  ▲